# Theón z Alexandrie
Theón z Alexandrie  (asi 335 - 405 n. l.) byl poslední významný řecký matematik a astronom působící v alexandrijské akademii, otec Hypatie z Alexandrie. Byl učitelem matematiky a astronomie. Narodil se zřejmě v Alexandrii a zemřel zřejmě v Egyptě.
Byl poslední vedoucím alexandrijské knihovny před vyhnáním pohanských učencům a její likvidací patriarchou Theofilem. Zajistil vydání Euklidových Principií a dalších antických děl z matematiky a astronomie včetně Almagestu Klaudia Ptolemaia a tabulek užívaných řeckými matematiky a astronomy, čímž významně přispěl k záchraně těchto znalostí.
Dnes je pokládán především za vykladače Ptolemaia a vydavatele Eukleidových spisů. Jeho komentáře jsou pramenem pro dějiny matematiky a matematické astromomie a pro poznání metod, jak počítat s šedesátinovými zlomky.